# Ro-22
Ro-22 (яп. 呂号第二十二潜水艦) — підводний човен Імперського флоту Японії. До введення в Японії в першій половині 1920-х років нової системи найменування підводних човнів мав назву «Підводний човен № 40» (第四十潜水艦).
«Підводний човен № 40», який належав до типу Kaichū III, спорудили у 1922 році на корабельні ВМФ у Йокосуці. По завершенні корабель класифікували як належний до 2-го класу та включили до складу 5-ї дивізії підводних човнів, що належала до військово-морського округу Йокосука.
1 листопада 1924-го «Підводний човен № 40» перейменували на Ro-22.
1 квітня 1934-го Ro-22 виключили зі списків ВМФ.